# جعفر أباد (أسفيتش)
جعفر أباد (بالفارسية: جعفرآباد) هي قرية تقع في إيران في قسم أسفیتش الريفي.